# Daniel Hackett
Daniel Lorenzo Hackett (Forlimpopoli, 19 de dezembro de 1987) é um basquetebolista profissional ítalo-estadunidense que atualmente joga na Basketball Bundesliga e Euroliga pelo Brose Bamberga. O atleta possui 1,98m e atua na posição Armador e Ala. 